# 洪葭管
洪葭管（1921年1月—），原名洪嘉冠，浙江鄞县人，中华人民共和国金融史学家，国务院授予“国家有突出贡献专家”称号，享受国务院特殊津贴，2011年获中国金融学科终身成就奖。曾任上海市金融学会副会长、上海市政府参事等职务，任内参与交通银行重建、浦发银行设立等事件。

## 生平
洪葭管原名洪嘉冠，1949年后改名葭管，以示改造的决心。1930年代毕业于宁波效实中学。1941年从家乡鄞县来到上海，担任四明商业储蓄银行总行稽核处办事员，后升任管理处会计科科长，1943年日军占领上海租界结束孤岛时期后随迁重庆。1949年解放军占领上海后受任参与旧银行、钱庄的整编，并亲历1952年上海金融业的三大改造，后出任中国人民银行总行合营银行金融研究委员会副主任，负责金融史料的收集、整理与编纂工作，由此开始金融史研究。
1959年在《学术月刊》发表首篇论文《上海钱庄的产生，发展与改造》，1960年主编《上海钱庄史料》，先后出版金融史著作20多种，其中1993年受教育部委托主编的《中国金融史》成为了中国大陆高校的主流教材之一。1980年代开始长期在中国人民银行研究生部（后改制为清华大学五道口金融学院）教学，并在上海财经大学和上海交通大学兼任教授。1978年改革开放之后，他大力提倡金融理论创新，主张重建中国大陆的金融学科，并长期担任上海金融学会副会长和上海市政府参事，为上海金融市场开放出谋划算，在上海政府内人称“急市长之所急、想市长尚没有想到的一名老参谋”。他曾经参与起草交通银行重建方案，1991年出任黄菊市政府的参事协助组建浦发银行，并在1997年金融危机中领衔起草了《关于制定小陆家嘴“先繁荣”方针的建议》力促陆家嘴金融区。2011年为庆祝中国共产党成立百年，中国人民银行特别邀请其担任《中国共产党领导下的金融发展简史》的顾问，同年获得刘鸿儒金融教育基金会“中国金融学科终身成就奖”。